# 5049 Sherlock
5049 Sherlock este un asteroid din centura principală de asteroizi.

## Descriere
5049 Sherlock este un asteroid din centura principală de asteroizi. A fost descoperit pe 2 noiembrie 1981 la Stația Anderson Mesa de Edward L. G. Bowell. El prezintă o orbită caracterizată de o semiaxă mare de 2,20 ua, o excentricitate de 0,16 și o înclinație de 2,9° în raport cu ecliptica.